# Pierwszy gabinet Josepha Lyonsa
Pierwszy gabinet Josepha Lyonsa (ang. First Lyons Ministry) – dwudziesty pierwszy gabinet federalny Australii, urzędujący od 6 stycznia 1932 do 12 października 1934.
Był gabinetem jednopartyjnym, tworzonym przez debiutującą w roli partii rządzącej Partię Zjednoczonej Australii (UAP), która wygrała wybory w 1931. Partia powstała wcześniej w tym samym roku w wyniku połączenia Nacjonalistycznej Partii Australii z grupą byłych członków Australijskiej Partii Pracy pod wodzą Josepha Lyonsa, który został liderem nowego ugrupowania. Gabinet rządził do wyborów w 1934, po których powstał drugi gabinet Josepha Lyonsa.

## Skład
| stanowisko                                                    | członek gabinetu    | od                   | do                   |
| ------------------------------------------------------------- | ------------------- | -------------------- | -------------------- |
| premier                                                       | Joseph Lyons        | 6 stycznia 1932      | 12 października 1934 |
| minister skarbu                                               | Joseph Lyons        | 6 stycznia 1932      | 12 października 1934 |
| prokurator generalny                                          | John Latham         | 6 stycznia 1932      | 12 października 1934 |
| minister spraw zagranicznych                                  | John Latham         | 6 stycznia 1932      | 12 października 1934 |
| minister skarbu                                               | John Latham         | 6 stycznia 1932      | 12 października 1934 |
| minister obrony                                               | George Pearce       | 6 stycznia 1932      | 12 października 1934 |
| minister handlu i ceł                                         | Henry Gullett       | 6 stycznia 1932      | 14 stycznia 1933     |
| minister handlu i ceł                                         | Thomas White        | 14 stycznia 1933     | 12 października 1934 |
| minister poczty                                               | James Fenton        | 6 stycznia 1932      | 12 października 1934 |
| minister spraw wewnętrznych                                   | Archdale Parkhill   | 6 stycznia 1932      | 12 października 1934 |
| minister transportu                                           | Archdale Parkhill   | 6 stycznia 1932      | 12 kwietnia 1932     |
| minister robót publicznych i kolei                            | Charles Marr        | 6 stycznia 1932      | 12 kwietnia 1932     |
| minister zdrowia                                              | Charles Marr        | 6 stycznia 1932      | 12 października 1934 |
| minister ds. terytoriów                                       | Charles Marr        | 6 stycznia 1932      | 24 maja 1934         |
| minister ds. terytoriów                                       | Harry Lawson        | 24 maja 1934         | 12 października 1934 |
| minister ds. repatriacji                                      | Charles Hawker      | 6 stycznia 1932      | 12 kwietnia 1932     |
| minister ds. repatriacji                                      | Charles Marr        | 12 kwietnia 1932     | 12 października 1934 |
| minister ds. rynków (od 13 kwietnia 1932 minister gospodarki) | Charles Hawker      | 6 stycznia 1932      | 23 września 1932     |
| minister ds. rynków (od 13 kwietnia 1932 minister gospodarki) | Joseph Lyons        | 23 września 1932     | 13 października 1932 |
| minister ds. rynków (od 13 kwietnia 1932 minister gospodarki) | Frederick Stewart   | 13 października 1932 | 12 października 1934 |
| wiceprzewodniczący Federalnej Rady Wykonawczej                | Alexander McLachlan | 6 stycznia 1932      | 12 października 1934 |
| minister ds. rozwoju i badań naukowych                        | Alexander McLachlan | 6 stycznia 1932      | 12 października 1934 |
| minister ds. mieszkań dla weteranów                           | Josiah Francis      | 6 stycznia 1932      | 12 października 1934 |
| wiceminister obrony (w randze członka gabinetu)               | Josiah Francis      | 6 stycznia 1932      | 12 października 1934 |
| wiceminister skarbu (w randze członka gabinetu)               | Stanley Bruce       | 6 stycznia 1932      | 29 czerwca 1932      |
| wiceminister handlu i ceł (w randze członka gabinetu)         | John Perkins        | 6 stycznia 1932      | 12 października 1934 |
| ministrowie bez teki                                          | Walter Massy-Greene | 6 stycznia 1932      | 25 września 1933     |
| ministrowie bez teki                                          | Stanley Bruce       | 29 czerwca 1932      | 26 września 1932     |
| ministrowie bez teki                                          | Richard Casey       | 26 września 1933     | 12 października 1934 |
| ministrowie bez teki                                          | Harry Lawson        | 17 października 1933 | 24 maja 1934         |
| minister bez teki rezydujący w Londynie                       | Stanley Bruce       | 26 września 1932     | 6 października 1933  |